# Antonín Musil-Jihlavský
Antonín Musil-Jihlavský (9. září 1814 Turnov – 30. dubna 1898 Praha) byl český nakladatel a knihkupec. Od roku 1844 provozoval své knihkupectví v Jihlavě, jako jedno z prvních českých knihkupectví ve městě. Jakožto český vlastenec se účastnil se jihlavského veřejného života, kvůli národnostním třenicím však město roku 1891 opustil. Je autorem vzpomínek na svého přítele Karla Havlíčka Borovského. Podle místa svého dlouhodobého působení si zvolil také svůj přídomek.

## Život

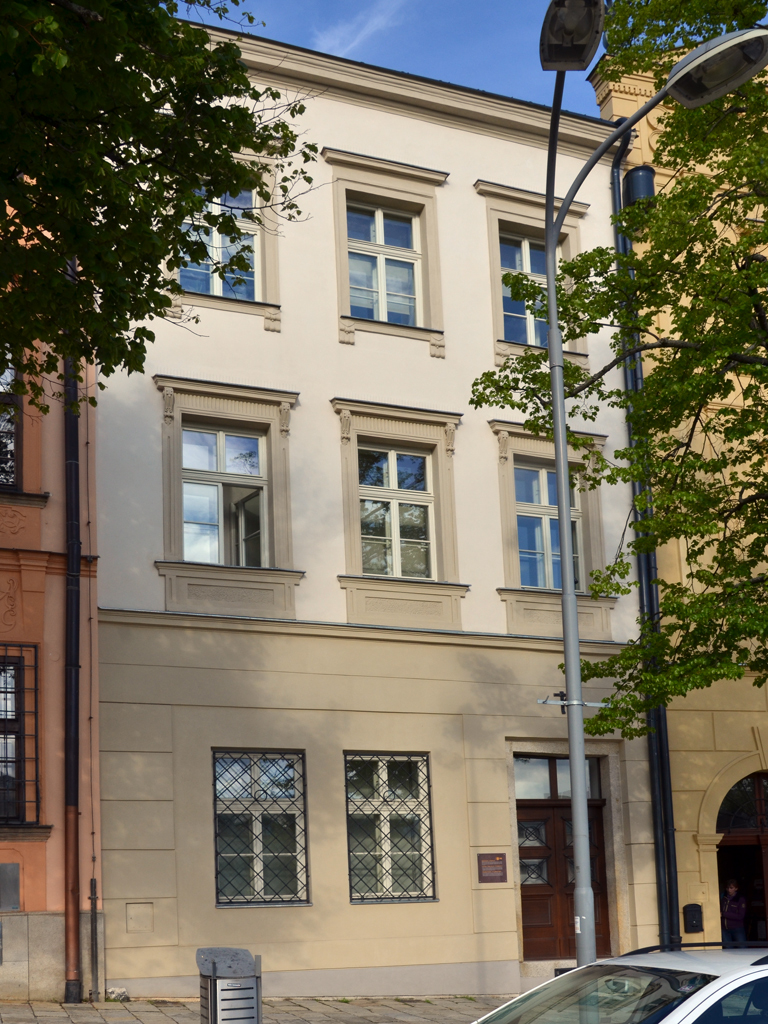
Dům č. p. 67/15 na Masarykově náměstí v Jihlavě, kde Musil v letech 1868–1891 provozoval své knihkupectví

Narodil se v Turnově v severovýchodních Čechách v české rodině. Roku 1844 se usadil v Jihlavě, města se silnou německy mluvící populací. Setkal se s řadou osobností tehdejšího společenského života, mj. též s novinářem a politikem K. H. Borovským, pocházející z nedaleké Borové u Německého Brodu, se kterým se opakovaně setkal. Po Havlíčkově úmrtí roku 1856 se podílel na péči o jeho rodinu, stejně jako Havlíček sužovanou tuberkulózou.
Roku 1866 získal koncesi a zřídil si v Jihlavě knihkupectví, roku 1868 přesunuté do domu č. 15 na hlavním městském náměstí. To jako první ve městě nabízelo k prodeji také knihy, noviny, časopisy a další tiskoviny vedle němčiny také v češtině. Součástí knihkupectví byla také také knihvazačská dílna a malá tiskárna. Posléze se stal jednou z předních postav českého veřejného života ve městě. Podílel se na řadě aktivit a společenských akcí zdejších českých vlasteneckých spolků. Ve spolupráci s lékařem a politikem Dr. Leopoldem Fritzem a pedagogem Matějem Kneisselem se zasazoval o zřízení české školy v Jihlavě a po jejím vzniku roku 1882 zaopatřil novou školní knihovnu knihami a tiskovinami.
Roku 1891 pak po národnostních třenicích ve městě a útisku ze strany německy mluvících obyvatel dům v Jihlavě prodal a přestěhoval se do Prahy, kde otevřel papírnický obchod. Roku 1896 vydal knihu svých pamětí vztahujících se hlavně ke stykům s Havlíčkem Borovským.
Zemřel 30. dubna 1898 v Praze ve věku 83 let v ústavu pro choromyslné.

### Rodina
Se svou ženou Amálií počali syny Jaroslava a Jana, a dceru Annu.

## Dílo
- Vzpomínky na Karla Havlíčka Borovského (paměti, 1896)